# Беч (герб)
Беч (пол. Becz) — польский рыцарский герб.

## Описание герба
На голубом поле серебряное водяное колесо с 8 лопастями и 6 спицами.

## Первые упоминания
Встречается на печати рыцаря Генрика де Пеза 1282 года. Род пресëкся в XV веке.

## Использовали
- де Пез